# Новочеркаськ (Сарактаський район)
Новочерка́ськ (рос. Новочеркасск) — село у складі Сарактаського району Оренбурзької області, Росія.

## Населення
Населення — 1070 осіб (2010; 1236 у 2002).
Національний склад (станом на 2002 рік):
- татари — 51 %
- росіяни — 40 %